# Avelino Asprilla
Avelino Asprilla Padilla (nacido el 1 de enero de 1981 en la Ciudad de Panamá, Panamá) es un exjugador de béisbol de ligas menores que jugó para Panamá en múltiples eventos internacionales de béisbol, incluido el Clásico Mundial de Béisbol de 2009.

## Carrera
Asprilla jugó profesionalmente en las ligas menores de 1999 a 2006 en las organizaciones de los Piratas de Pittsburgh y los Filis de Filadelfia. Inició su carrera profesional en 1999 con los VSL Pirates, bateando .337 con 30 bases robadas. Ese año lideró la liga en triples, con cinco. En 2000, jugó para los DSL Pirates, bateando .336 con 37 bases robadas. Con los Williamsport Crosscutters en 2001, el promedio de Asprilla cayó a .257 y robó sólo nueve bases en 56 juegos. Dividió la temporada 2002 entre tres equipos: los Crosscutters, los Hickory Crawdads y los Lynchburg Hillcats, bateando un promedio combinado de .238 con seis jonrones y siete bases robadas en 85 juegos. Asprilla también dividió la temporada 2001 entre tres equipos: los Crawdads, los Hillcats y los GCL Pirates, bateando .277 con cuatro bases robadas en 52 juegos, combinados. Pasó 2004 y 2005 con Lynchburg, bateando .283 con seis bases robadas en 121 juegos en 2004 y .269 con cuatro bases robadas y 12 jonrones en 112 juegos en 2005. Firmó con los Filis después de la temporada 2005, y pasó 2006 con dos de sus equipos agrícolas: los Lakewood BlueClaws y los Clearwater Threshers. Esa temporada, bateó un promedio combinado de .247 con 12 bases robadas (su total más alto desde 2000) en 113 juegos. 2006 fue su última temporada en las ligas menores.

## Selección nacional
Asprilla jugó en la Copa Mundial de Béisbol de 2003, bateando .268 con nueve carreras en diez juegos jugados. En los Juegos Panamericanos de 2007, Asprilla se fue de 11-4 con dos carreras impulsadas, y en la Copa Mundial de Béisbol de 2007 se fue de 13-2. En la Copa de las Américas de Béisbol 2008, Asprilla bateó .235. Apareció en dos juegos del Clásico Mundial de Béisbol de 2009, aunque no consiguió ningún turno al bate.